# Sabellaria wilsoni
Sabellaria wilsoni är en ringmaskart som beskrevs av Lana och Gruet 1989. Sabellaria wilsoni ingår i släktet Sabellaria och familjen Sabellariidae. Inga underarter finns listade i Catalogue of Life.